# Terenbachkogel
Der Terenbachkogel (alternativ: Ternbachkogel, oft auch nur Terenbachalm) ist ein bis auf 1734 m ü. A. ansteigender Bergrücken der Gleinalpe nordwestlich von Graz.

## Lage und Umgebung
Die Terenbachkogel ist ein von Nordost nach Südwest verlaufender Bergrücken im Hauptzug der Gleinalpe. Er weist keinen deutlich ausgeprägten Gipfel auf und wird oft insgesamt nur als „Terenbachalm“ bezeichnet. Im Nordosten markiert ein Sattel an der Roßbachalm auf ca. 1555 m Seehöhe den Übergang vom wesentlich markanteren Roßbachkogel zum Terenbachkogel. Im Südwesten bildet ein Sattel beim sogenannten Stierkreuz (1479 m Seehöhe) die Grenze zur Turneralm und laut der Landschaftsgliederung der Steiermark auch die Grenze zwischen den Höhenzügen der Gleinalpe und der Stubalpe. Die Terenbachalm im engeren Sinne verläuft mittig entlang des Rückens, ausgenommen dessen steileres und weniger breites Südwestende. Der Gipfelbereich ist langgestreckt und abgeflacht. Dort befindet sich ein Kreuz, das jedoch nicht die höchste Stelle markiert, sondern eine mit 1716 m Seehöhe etwas tiefer liegendere Kuppe. Entlang des Bergrückens verläuft die Grenze zwischen den Bezirken Voitsberg und Murtal.
Auf einem vom Terenbachkogel nach Südosten abfallenden Rücken befindet sich auf 1409 m das Oskar-Schauer-Haus (Sattelhaus). Es wird von den Naturfreunden betrieben und ist über eine Schotterstraße von der Ortschaft Graden aus mit dem Auto erreichbar. Auf der sogenannten Blümelhöhe oberhalb des Oskar-Schauer-Hauses wurde 2009 eine Christusstatue (s.g. „Weißer Herrgott“) errichtet, an der alljährlich eine Bergmesse abgehalten wird.

## Wege
An der Südflanke des Terenbachkogels verläuft ein Wanderweg, der Teil des Europäischer Fernwanderweges E6, des Zentralalpenweges und des Nord-Süd-Weitwanderweges ist. Er führt, vom Stierkreuz im Westen gedacht, leicht abfallend zum Oskar-Schauer-Haus, das den wichtigsten Anlaufpunkt für Wanderer in der Umgebung bildet. Vom Oskar-Schauer-Haus führt der Fernwanderweg wieder aufwärts nach Nordosten zur Roßbachalm und weiter in Richtung Gleinalmsattel. Der Gipfel des Terenbachkogels kann vom Stierkreuz auf einem parallelen Weg in West-Ost-Richtung überschritten werden, ein weiterer Weg führt vom Oskar-Schauer-Haus direkt aufwärts zur Christusstatue auf der Blümelhöhe. Auf diesem direkten, steilen Weg beträgt die Zeit vom Oskar-Schauer-Haus bis zum Gipfel des Terenbachkogels etwas mehr als eine Stunde.

Galerie
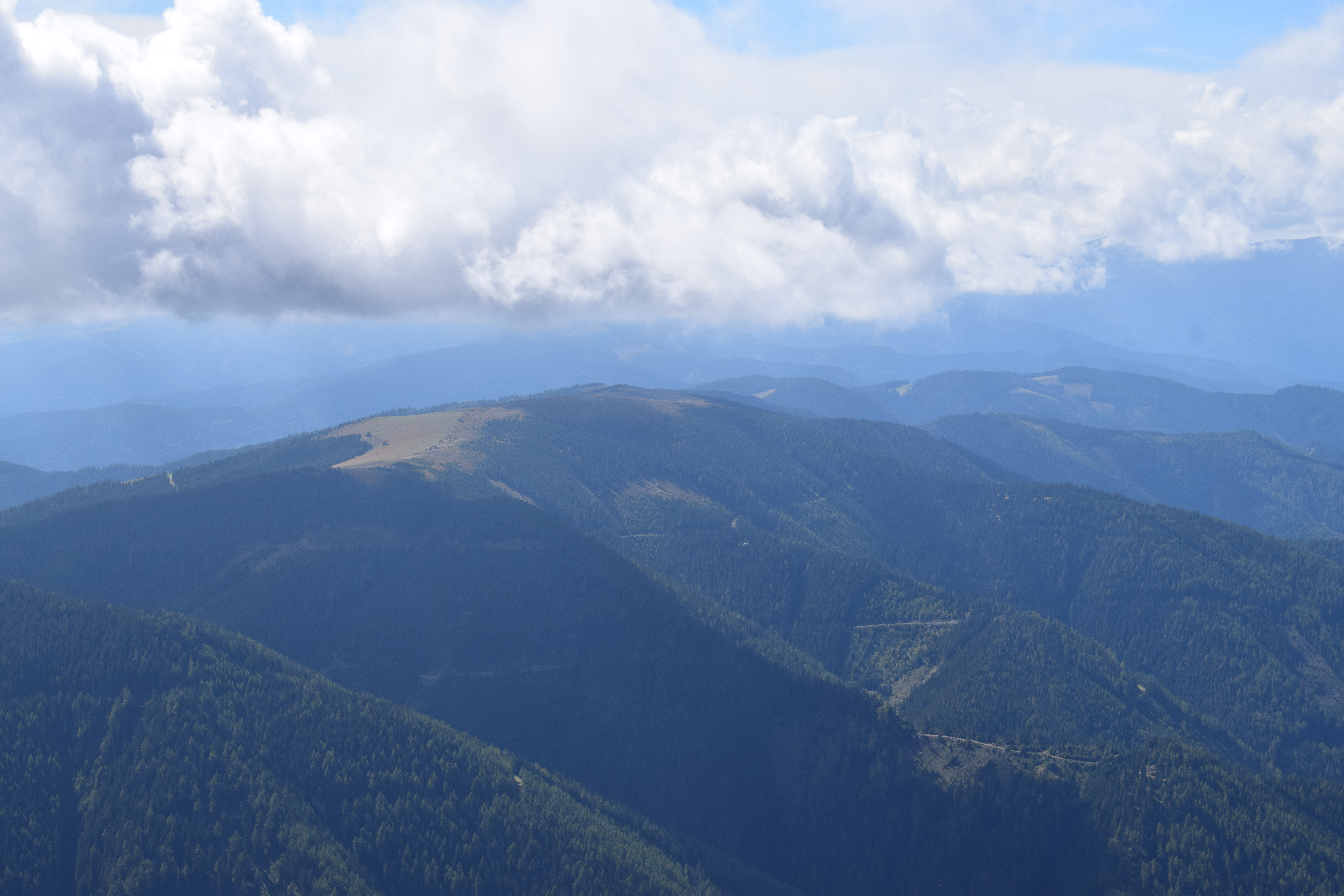
Blick vom Lenzmoarkogel nach Südwesten auf den Terenbachkogel
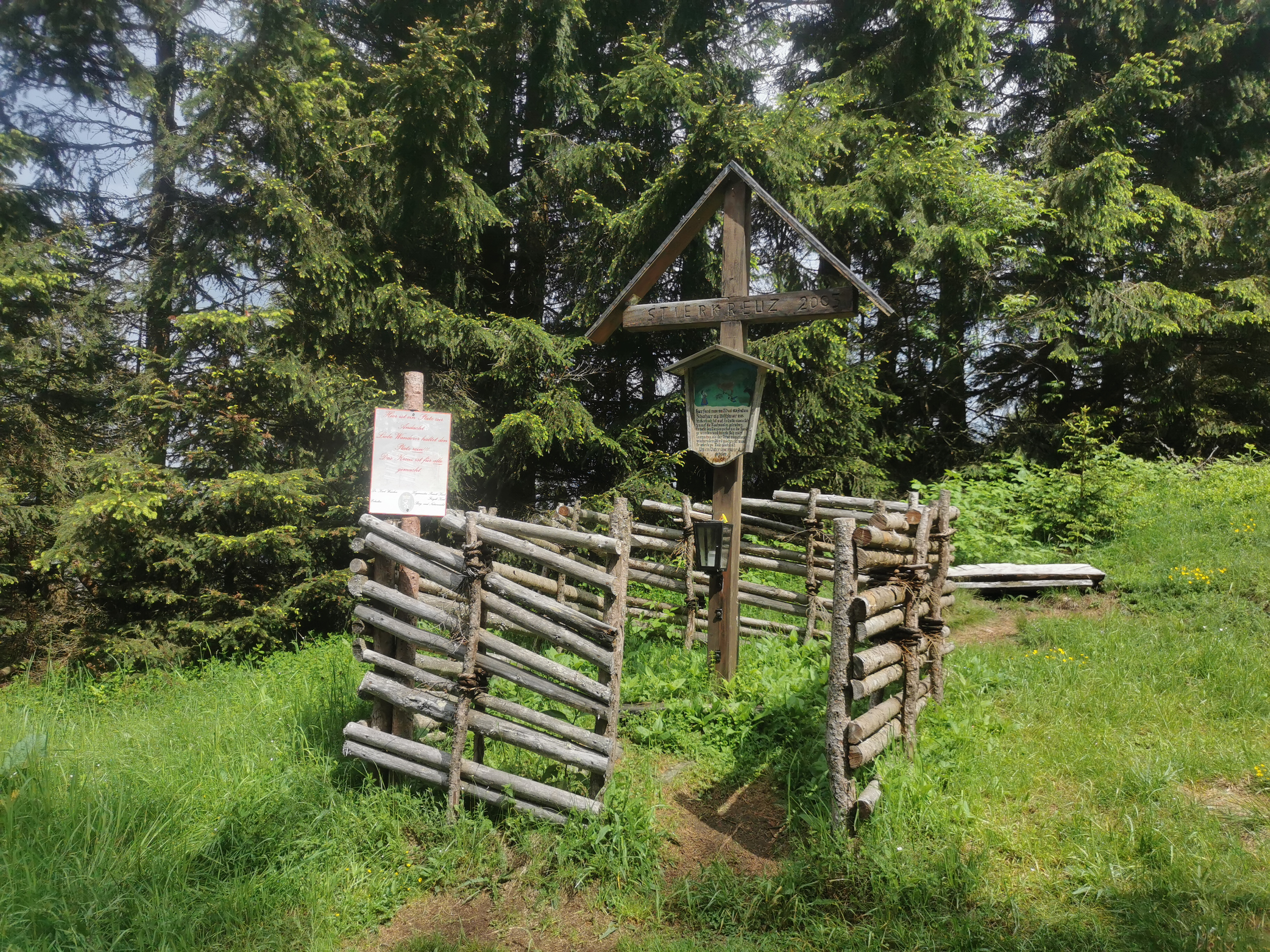
Stierkreuz, im Gedenken an einen zu Tode geschleiften Viehtreiber.
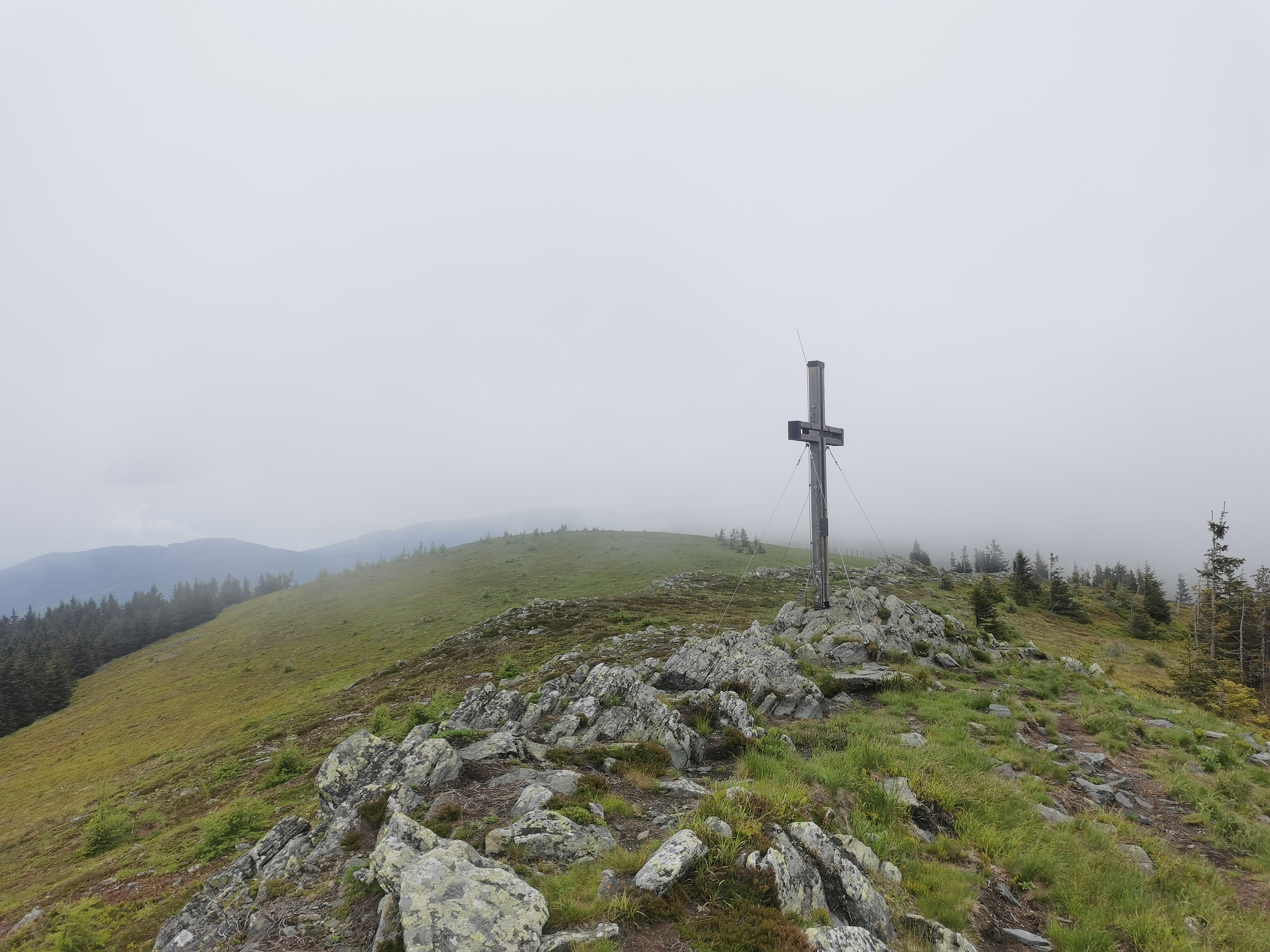
Kreuz am Ternbachkogel, direkt dahinter der „eigentliche“ Gipfel.
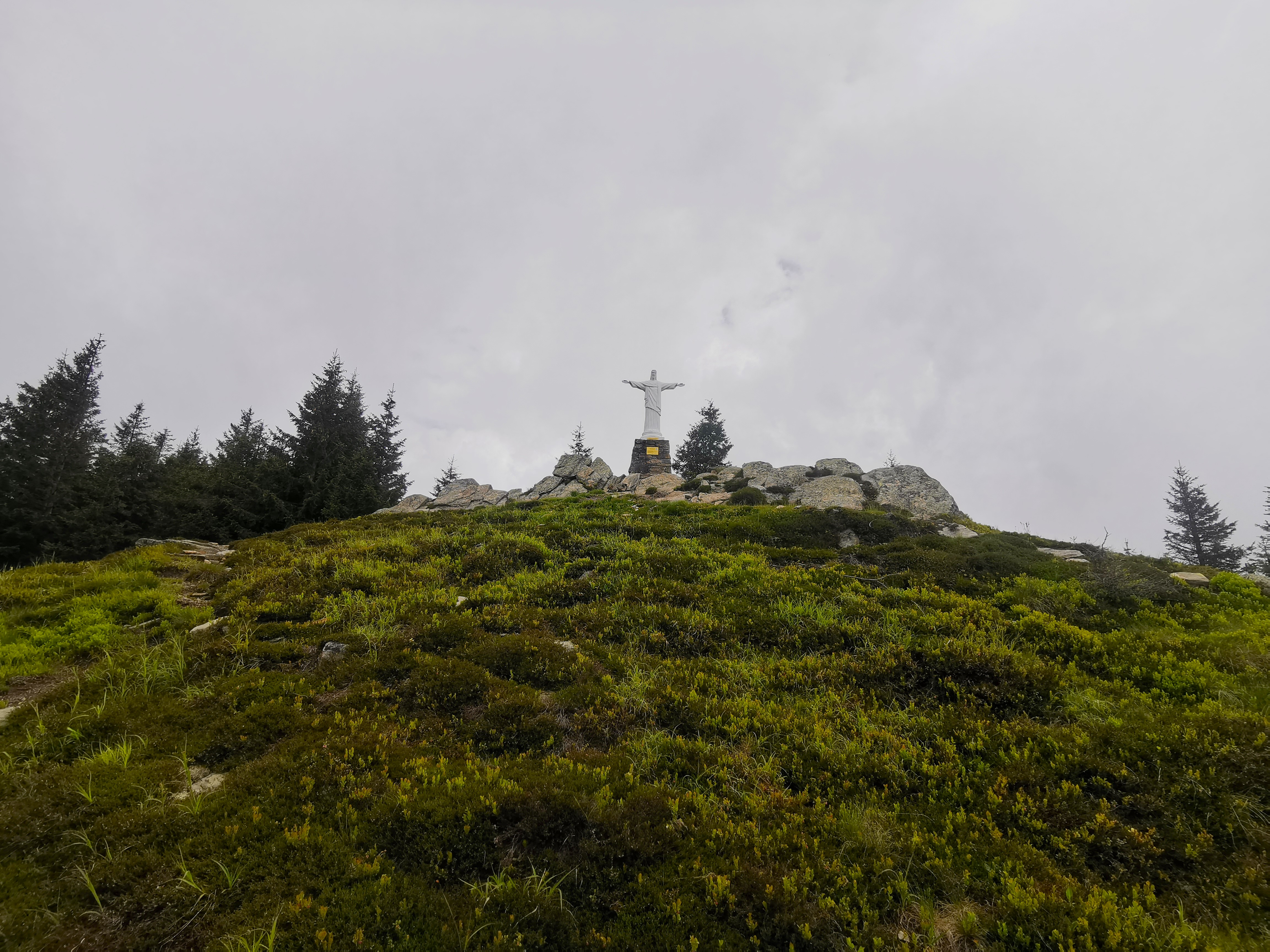
Der „Weiße Herrgott“.
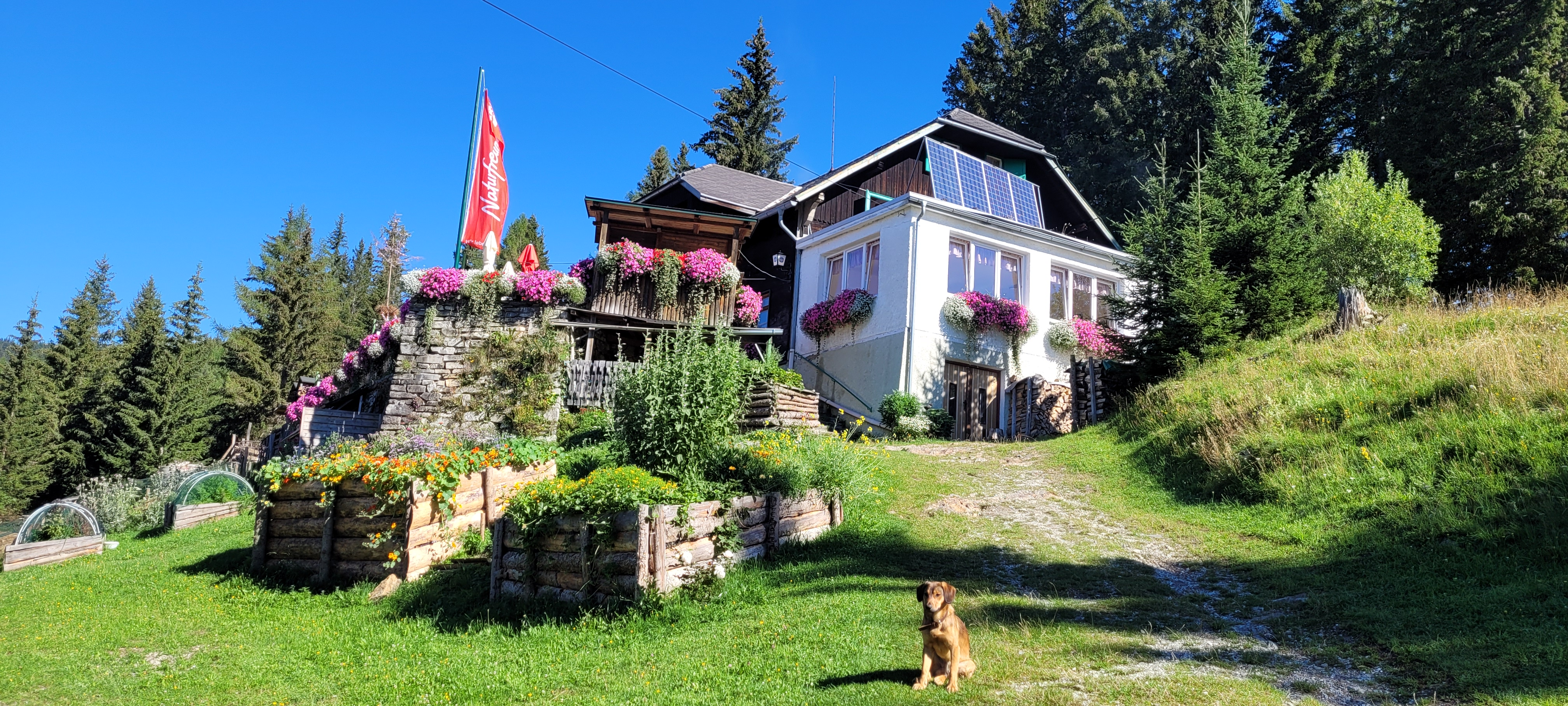
Das Oskar-Schauer-Haus (Sattelhaus).